# Way Brasil
Way Brasil Ltda. ist ein brasilianischer Hersteller von Booten und Automobilen.

## Unternehmensgeschichte
José Maria Cechelero Jr. gründete 1984 das Unternehmen in Curitiba. Auch D'José Indústria de Artefatos de Fibra de Vidro Ltda. ist überliefert. Er begann mit der Produktion von Automobilen und Kit Cars. Der Markenname lautet Way. 1988 kamen Kajaks und Hardtops und später Boote und andere Produkte aus Kunststoff hinzu. Anfang der 1990er Jahre wurde ein größeres Werk in São José dos Pinhais bezogen. 2004 kam es zu einer Zusammenarbeit mit Montadora Nacional de Automóveis und 2009 mit Wake Motors. Der Schwerpunkt liegt seitdem auf dem Bootsbau.
Das Unternehmen meldete im September 2016 die Fusion mit Boatsp zur Triton Group.

## Automobile
Im Angebot stehen VW-Buggies. Die Basis bildete anfangs ein Fahrgestell von Volkswagen do Brasil. Ein luftgekühlter Vierzylinder-Boxermotor war im Heck montiert und trieb die Fahrzeuge an.
2001 kam das Modell Bugway dazu. Einerseits war er optisch eigenständig und hatte eine vordere Panoramascheibe. Außerdem hatte er einen wassergekühlten Motor von VW mit 1600 cm³ Hubraum, der 92 PS leistete. Größere Motoren mit 1800 cm³ Hubraum und 2000 cm³ Hubraum waren ebenfalls erhältlich.
Für 2004 ist ein neuer Rohrrahmen überliefert.